# Igreja da Misericórdia de Viseu
A Igreja da Misericórdia de Viseu, ou Igreja da Santa Casa da Misericórdia de Viseu, é uma igreja na cidade de Viseu, na atual freguesia de Viseu, estando em frente da Sé de Viseu.
Possui uma fachada rococó, da segunda metade do século XVIII. 
Está classificada como Monumento de Interesse Público desde 2015.

## Descrição
A Igreja da Misericórdia começou a ser edificada em 1775, sendo o mestre pedreiro António da Costa Faro o responsável pela obra e talvez também o autor do desenho da fachada, que apresenta muitas semelhanças com o da Igreja dos Terceiros (Viseu). O corpo central da fachada prolonga-se por mais dois corpos laterais, dando à igreja ares de solar, nos últimos dos quais assentam, de forma incaracterística, as duas torres sineiras.
A igreja tem três retábulos de estilo Neoclássico, no trono do retábulo-mor repousa a imagem da Nossa Senhora da Misericórdia.
Na igreja destacam-se: o grupo escultórico Visitação, do escultor viseense José Monteiro Nelas (1875), e as telas Visitação e Nossa Senhora das Dores (1885), do pintor também da mesma cidade, António José Pereira (1821-1895).